# Science Fiction-bokhandeln
Science Fiction-bokhandeln, eller SF-bokhandeln, formellt namn SF-Bokhandeln AB (publ), är en svensk bokhandelskedja med butiker i Stockholm, Göteborg,  Malmö och Linköping med inriktning på genrer såsom science fiction, fantasy, skräck och manga. Butikskedjan har också brädspel, bordsrollspel och merchandise kopplat till butikens genrer. Fram till 2023 sålde man även filmer.

## Historia
Den första fysiska bokhandeln öppnades på Pontonjärgatan 45 på Kungsholmen i Stockholm år 1978 av Skandinavisk förening för science fiction i deras föreningslokal. Efter att föreningen lämnade sin lokal 1980 så skedde under ett tag bara försäljning via postorder. Bokhandeln öppnade en regelrätt butik första gången 1984, då i gemensam lokal med seriebutiken Metropolis på Roslagsgatan 40 i Stockholm. 1985 flyttade SF-bokandeln till en egen lokal på Atlasgatan 8 i Atlasområdet i Vasastan.
Då bokhandeln med tiden blev alltför dominerande i föreningen blev valet att låta dem som drev bokhandeln ta över ägarskapet. Aktiebolag blev verksamheten först 1990. Ett år senare öppnades en butik på Stora Nygatan i Gamla Stan. År 1996 flyttades bokhandeln till Västerlånggatan 48, där den finns än idag. Under början av 2000-talet öppnades två nya butiker: en i Göteborg och en i Malmö.

### Göteborg
Göteborgsbutiken öppnades år 2001 och låg först på Vallgatan, för att sedermera flytta till större lokaler på Östra Larmgatan och till sist till nuvarande lokaler på Kungsgatan. Göteborgs-filialen har sedan 2012 årligen organiserat en "Nördparad" i samband med den Internationella Nörddagen, den 25 maj, och år 2017 deltog mellan 800 och 1000 personer.

### Malmö
2007 öppnade butiken i Malmö i korsningen Davidshallsgatan-Storgatan, för att 2016 flytta till den nuvarande lokalen på Södra Förstadsgatan. I skylfönstret mot Kasinogatan exponeras sedan 2023 en 2*8 meter stor målning av en drake, skapad av Johan Egerkrans.

### Linköping
I september 2024 meddelades att SF-bokhandeln första halvåret 2025 öppnar sin fjärde butik i Linköping. Butiken på Nygatan 20 öppnade 25 februari.